# Lila Downs
Ana Lila Downs Sánchez (Oaxaca, 19. rujna 1968.), meksička latino pop pjevačica i kantautorica. 

## Životopis
Znana samo kao "Downs" poznata je po svojim pjesmama, a neke od njih su: "Tengo miedo de quererte", "La sandunga", "La llorona", "La línea", "Black magic woman", "La cumbia del mole", "Agua de rosas",  "Ojo de culebra", "Palomo del comalito (La molienda)" i po svom provokativnom trbušnom plesu i micanju bokovima. Trbušni ples naučila je od bake Libanonke. Govori zapotecski, španjolski, engleski, francuski, mitecski i arapski jezik.
Prvi album je izdala s 14 godina. 
Za vrijeme svoje svjetske turneje Pecados y milagros, Lila Downs je posjetila i Hrvatsku, održavši koncert u Velikoj Gorici 18. listopada 2011.

## Diskografija

### Albumi
- 1999: La Sandunga
- 2000: Árbol de la Vida
- 2001: La Línea
- 2004: Una Sangre
- 2006: La Cantina
- 2008: Ojo de Culebra
- 2011: Pecados y Milagros